# 2. ŽNL Karlovačka
2. ŽNL Karlovačka predstavlja sedmi stupanj nogometnih natjecanja u Hrvatskoj. Podijeljena je u dvije skupine: "Sjever" i "Jug". Utakmice se igraju trokružno. Pobjednici skupina igraju finalnu utakmicu kojom se određuje prvak lige, odnosno klub koji prelazi u viši razred - 1. ŽNL Karlovačku. Iz lige ne ispada nitko, jer je 2. ŽNL najniži stupanj natjecanja za Karlovačku županiju

## Klubovi u 2. ŽNL Karlovačkoj

### Sezona 2021./22.
|                 | \| NK Cetingrad \| Cetingrad \| \| NK Dobra \| Novigrad na Dobri \| \| NK Dobra \| Sveti Petar \| \| NK Frankopan \| Brežani \| \| NK Kupa \| Donje Mekušje \| \| NK Mrežnica \| Zvečaj \| \| NK Oštarije \| Oštarije \| \| NK Petrova gora \| Vojnić \| \| NK Plaški \| Plaški \| \| NK Šišljavić \| Šišljavić \| |
| NK Cetingrad    | Cetingrad |
| NK Dobra        | Novigrad na Dobri |
| NK Dobra        | Sveti Petar |
| NK Frankopan    | Brežani |
| NK Kupa         | Donje Mekušje |
| NK Mrežnica     | Zvečaj |
| NK Oštarije     | Oštarije |
| NK Petrova gora | Vojnić |
| NK Plaški       | Plaški |
| NK Šišljavić    | Šišljavić |

### Sezona 2010./11.
| Klub               | Mjesto            |
| ------------------ | ----------------- |
| NK Dobra           | Novigrad na Dobri |
| NK Eugen Kvaternik | Rakovica          |
| NK Frankopan       | Brežani           |
| NK Josipdol        | Josipdol          |
| NK Korana          | Karlovac          |
| NK Krnjak          | Krnjak            |
| NK Mladost         | Zagorje Ogulinsko |
| NK Mrežnica        | Zvečaj            |
| NK Petrova gora    | Vojnić            |
| NK Plaški          | Plaški            |
| NK Radnik          | Karlovac          |
| NK Rakovac         | Karlovac          |
| NK Šišljavić       | Šišljavić         |

### Sezona 2008./09.
| Klub               | Mjesto            |
| ------------------ | ----------------- |
| NK Dobra           | Novigrad na Dobri |
| NK Eugen Kvaternik | Rakovica          |
| NK Frankopan       | Brežani           |
| NK Josipdol        | Josipdol          |
| NK Korana          | Karlovac          |
| NK Krnjak          | Krnjak            |
| NK Mladost         | Rečica            |
| NK Mrežnica        | Zvečaj            |
| NK Petrova gora    | Vojnić            |
| NK Plaški          | Plaški            |
| NK Radnik          | Karlovac          |
| NK Rakovac         | Karlovac          |
| NK Šišljavić       | Šišljavić         |

## Povijest
2. ŽNL Karlovačka je osnovana 1996. godine kao najniži stupanj nogometnog natjecanja u Karlovačkoj županiji. Dvije sezone nakon toga osniva se i 3. ŽNL. Do sezone 2007./08. posljednjeplasirani klub ispadao je u 3. ŽNL, a od sezone 2008./09. 3. ŽNL spojena je s 2. ŽNL. Na kraju sezone 2013./14., zbog žalbe klubova na nemogućnosti odigravanja svih 30 kola, odnosno financijskog rasterećenja klubova, a i specifičnih vremenskih uvjeta, Nogometni savez Karlovačke županije odlučio je da se 2. ŽNL za sezonu 2014./2015. podijeli regionalno u dvije skupine ("Sjever" i "Jug") s po 8 klubova, a prvak bi se odlučivao u finalnoj utakmici između pobjednika skupina.

### Dosadašnji pobjednici od sezone 1996./97.
| Sezona           | Razred | Prvak                                |
| ---------------- | ------ | ------------------------------------ |
| 1996./97.        | 6.     | Barilović                            |
| 1997./98.        | 5.     | Dobra Novigrad na Dobri              |
| 1998./99.        | 5.     | Saborsko                             |
| 1999./2000.      | 5.     | Mladost Rečica                       |
| 2000./01.        | 5.     | Mrežnica Zvečaj                      |
| 2001./02.        | 5.     | Vatrogasac Gornje Mekušje            |
| 2002./03.        | 5.     | Ozalj                                |
| 2003./04.        | '      |                                      |
| 2004./05.        | '      |                                      |
| 2005./06.        | '      |                                      |
| 2006./07.        | '      |                                      |
| 2007./08.        | '      |                                      |
| 2008./09.        | 6.     | Vatrogasac Gornje Mekušje            |
| 2009./10.        | 6.     | VOŠK Belavići                        |
| 2010./11.        | 6.     | Mladost Zagorje Ogulinsko            |
| 2011./12.        | 6.     | Korana Karlovac                      |
| 2012./13.        | 5.     | Vojnić '95                           |
| 2013./14.        | 5.     | Dobra Novigrad na Dobri              |
| 2014./15.        | 6.     | Mrežnica Zvečaj / Mladost Rečica     |
| 2015./16.        | 6.     | Mrežnica Zvečaj / Vrlovka Kamanje    |
| 2016./17.        | 6.     | Josipdol / Vatrogasac Gornje Mekušje |
| 2017./18.        | 6.     | Mrežnica Zvečaj                      |
| 2018./19.        | 6.     | Vatrogasac Gornje Mekušje            |
| 2019./20. ↓19/20 | 6.     | Dobra Novigrad na Dobri              |
| 2020./21.        | 6.     | Cetingrad                            |
| 2021./22.        | 6.     | Oštarije                             |
| 2022./23.        | 7.     | Dobra Sveti Petar                    |
| 2023./24.        | 7.     | Dobra Novigrad na Dobri              |

 Kategorija:2. ŽNL Karlovačka 

Kategorija:Sezone petog ranga HNL-a 

Kategorija:Sezone šestog ranga HNL-a 

Kategorija:Sezone sedmog ranga HNL-a 

Napomene: 

↑19/20  - u sezoni 2019./20. prvenstvo prekinuto nakon 13. kola zbog pandemije COVID-19 u svijetu i Hrvatskoj

## Vanjske poveznice
- Nogometni savez Karlovačke županije
- Karlovačka Športska Zajednica